# Джон Майкл Ґрем
Джон Майкл Ґрем (англ. John Michael Graham) — американський актор театру та кіно, сценарист, найбільш відомий за роллю Боба Сіммса у стрічці «Геловін».

## Кар'єра
У 1970-х роках зфільмувався у кількох рекламних роликах.
З 1989 року працював у «The Walt Disney Company».

## Фільмографія
| Рік  |     | Українська назва                      | Оригінальна назва                                      | Роль                      |
| ---- | --- | ------------------------------------- | ------------------------------------------------------ | ------------------------- |
| 2010 | док | Геловін: Історія зсередини            | Halloween: The Inside Story                            | камео / Боб Сіммс         |
| 2006 | док | На шматки: Світанок та захід слешерів | Going to Pieces: The Rise and Fall of the Slasher Film | камео                     |
| 2000 | док | Американський кошмар                  | The American Nightmare                                 | камео                     |
| 1978 | ф   | Мастило                               | Grease                                                 | танцюрист, немає у титрах |
| 1978 | ф   | Геловін                               | Halloween                                              | Боб Сіммс                 |